# Alphitobius
Genre
Alphitobius est un genre de Coléoptères de la famille des Tenebrionidae.

## Description
En 1832, James Francis Stephens définit ainsi ce genre: 

« Antennes courtes, robustes, légèrement claviformes, à onze articles, article basal épais, courbé, grêle à la base, deuxième minuscule, troisième aussi long que les deux suivants réunis, qui, avec le sixième, sont transversaux, les quatre suivants également transversaux, se prolongeant en dedans, l'un apical globuleux. Palpes maxillaires, à article terminal incrassé et tronqué obliquement : menton subquadrique : tête semi-circulaire, clypéus bordé : thorax transversal : corps allongé-ovale ; ailes amples : pattes courtes ; fémurs robustes ; tibia antérieur légèrement dilaté et finement dentelé extérieurement ; tarses hétéromères, à articles simples. »

## Liste des espèces
Selon BioLib (17 janvier 2025) :

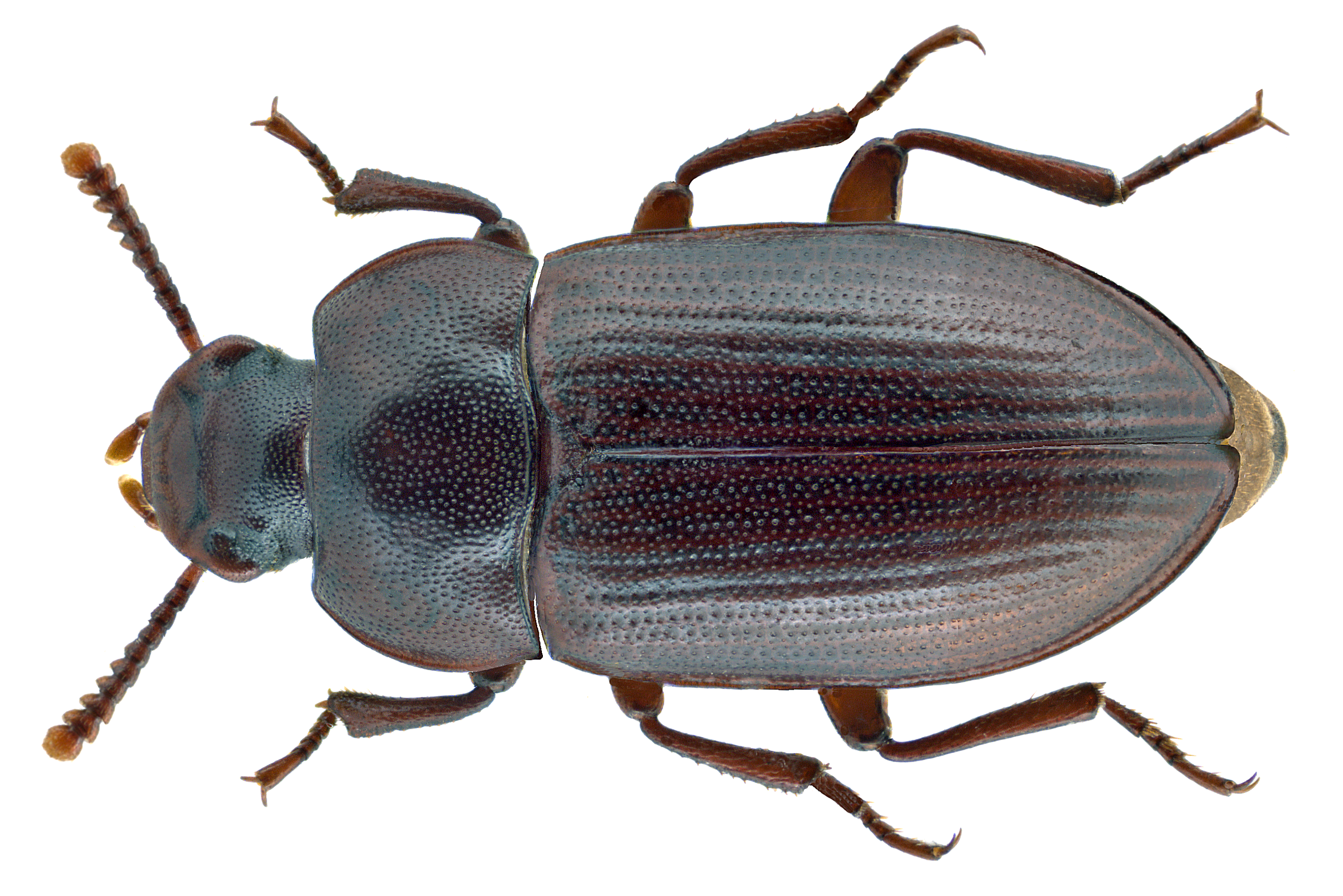
Alphitobius laevigatus.

- Alphitobius acutangulus Gebien, 1921
- Alphitobius arnoldi Schawaller & Grimm, 2014
- Alphitobius capitaneus Schawaller & Grimm, 2014
- Alphitobius crenatus (Klug, 1833)
- Alphitobius diaperinus (Panzer, 1797)
- Alphitobius distinguendus Fairmaire, 1869
- Alphitobius grandis Fairmaire, 1897
- Alphitobius hobohmi Koch, 1953
- Alphitobius inopinatus Grimm, 2015
- Alphitobius karrooensis Koch, 1953
- Alphitobius kochi Ardoin, 1958
- Alphitobius laevigatus (Fabricius, 1781)
- Alphitobius lamottei Ardoin, 1963
- Alphitobius leleupi Koch, 1953
- Alphitobius limbalis Fairmaire, 1901
- Alphitobius lucasorum Bremer, 1985
- Alphitobius niger Ferrer, 1983
- Alphitobius parallelipennis Koch, 1953
- Alphitobius rufus Ardoin, 1976
- Alphitobius rugosulus Koch, 1953
- Alphitobius striatulus Fairmaire, 1869
- Alphitobius ulomoides (Solier, 1851)
- Alphitobius viator Mulsant & Godart, 1868

## Systématique
Le nom valide complet (avec auteur) de ce taxon est Alphitobius Stephens, 1829,. Dans la publication originale de Stephens en 1829, ce genre n'est pas décrit mais il est en revanche accompagné du terme latin mihi (en) lui permettant en quelque sorte de réserver le nom. En 1832, Stephens, dans une série d'ouvrages plus complets, en fait la description.
Alphitobius a pour synonymes :
- Cryptops Solier, 1851
- Heterophaga Dejean, 1834
- Heterophaga Lucas, 1846
- Heterophaga Redtenbacher, 1845
- Latetribolium Lepesme, 1943
- Microphyes W.J.MacLeay, 1872
- Proselytus Fåhraeus, 1870

### Publication originale
- (en) James Francis Stephens, The nomenclature of British insects : being a compendious list of such species as are contained in the systematic catalogue of British insects, and forming a guide to their classification, Londres, Baldwin and Cradock, 1829, 68 p. (DOI 10.5962/bhl.title.51800, lire en ligne), p. 19.